# Upplands runinskrifter 168
Upplands runinskrifter 168 är en försvunnen vikingatida runristning som funnits på ett stenblock i Björkby, Östra Ryds socken och Österåkers kommun. Möjligen har stenblocket sprängts sönder och använts som material i en mur. Ristningen har inte studerats sedan 1693, då den också avbildades av Johan Peringskiöld, och är sedan länge försvunnen. Ristningen var utförd av runmästaren Öpir.
Ristningen lät göras till minne av Faste, som troligen var en frigiven träl.

## Inskriften
Translitterering av runraden:
[hu͡lmstin ' ranfastr ' aystin · litu akua ' stain · at · fasta ' lusa · sin · -- þoru ybiʀ · iak]
Normalisering till runsvenska:
Holmstæinn, ʀagnfastr, Øystæinn letu haggva stæin at Fasta, løysa(?) sinn [ok] Þoru. Øpiʀ hiogg.
Översättning till nusvenska:
Holmsten, Ragnfast, Östen läto hugga stenen efter Faste, sin och Toras frigivne(?). Öpir högg.